# Báróság (közigazgatási egység)
A báróság a megye szintje alatti korábbi (középkori eredetű) közigazgatási egység bizonyos államokban, például Angliában és Írországban.
- Az ír báróság korábbi közigazgatási egység, amely eredetében kapcsolódott a főúri címhez és a hozzá tartozó területekhez, később azonban már nem.
- Angliában Westmorland megye korábban két báróságra, mint közigazgatási egységre volt felosztva.
  - Kendal báróság
  - Westmorland báróság